# Nervous Breakdown
Nervous Breakdown – pierwszy singel zespołu Black Flag. Został wydany w październiku 1978 roku przez firmę SST Records.

## Lista utworów
1. Nervous Breakdown
2. Fix Me
3. I've Had It
4. Wasted

## Skład
- Keith Morris – wokal
- Greg Ginn – gitara
- Chuck Dukowski – gitara basowa
- Brian Migdol – perkusja
- Spot – producent